# Гавриленко Григорій Іванович
Григо́рій Іва́нович Гавриле́нко (7 липня 1927, Холопкове — 23 лютого 1984, Київ) — український радянський художник; член Спілки радянських художників України з 1960 року. Представник українського авангардного мистецтва, шістдесятник.

## Біографія
Народився 7 липня 1927 року у селі Холопковому (нині село Перемога Шосткинського району Сумської області, Україна) у заможній селянській багатодітній сім'ї. Після розкуркулення 1930 року його сім'я втекла до Грузії, де батько працював на копальні поблизу міста Поті. Згодом батька відправили до табору в Комі. Після цих подій матір разом з дітьми повернулися назад до рідного села, де їм було надано притулок. Через деякий час сім'я переселилася до Глухова.
Упродовж 1945—1949 років навчався у Київській художній середній школі імені Тараса Шевченка, де одним з його викладачів був Володимир Бондаренко; у 1949—1955 роках — на живописному, а згодом графічному факультеті Київського художнього інституту, був учнем Геннадія Титова. Дипломна робота — ілюстрації до повісті Володимира Короленка «Сліпий музикант» (керівник Іларіон Плещинський).
Після закінчення інституту певний час жив та працював у селі поблизу Корсунь-Шевченківського, оформляв книжки для київських видавництв «Молодь», Детгиз, «Дніпро». На початку 1960-х років нетривалий час викладав у Київському художньому інституті, однак невдовзі художника звинуватили в наслідуванні «бойчукізму» і звільнили з ідеологічних причин. Після цього переїхав до Загорська, пізніше до Переяслава-Хмельницького, а потім — до Ірпеня і до Києва. У Києві спочатку мешкав у підвалі на вулиці Чкалова, а з 1968 року в будинку на вулиці Братиславській, № 24, квартира № 166. Помер у Києві 23 лютого 1984 року.

## Творчість
Працював у галузях станкового живопису, станкової і книжкової графіки, створював пейзажі, портрети. Серед робіт:
живопис
- «Без назви» (1963, картон, темпера);
- «Дві жінки у природі» (1965—1966; Національний художній музей України[1]);
- «Образ дівчини» (1967);
- «Пляж» (1967—1969);

графіка
- «Нащо мені чорні брови» (1960, ліногравюра до вірша Тараса Шевченка «Думка»);
- «Плавай, плавай. лебедонько…» (1961, 1962, ліногравюра на слова Тараса Шевченка з балади «Тополя»; обидві Національний музей Тараса Шевченка);
- серія за мотивами поеми «Катерина» Тараса Шевченка (1964);
- «Корсунь-Шевченківський» (1963, ліногравюра);
- «Така її доля» (1964, ліногравюра за мотивами народної пісні);
- «Шлях» (1967, туш, перо);
- «Діброва» (1967, туш, перо);
- серія з п'яти акварелей «Сюїта, навіяна лірикою Олександра Пушкіна» (1967—1969);
- серія «Пошуки пушкінських жіночих образів» (1972—1973, туш).

Оформив понад 30 книжок, зокрема
- «В їжаковім вітряку» Михайла Стельмаха (1956);
- «Казка про Івана Голика» Леоніда Первомайського (1958);
- збірка оповідань «Діти миру» (1958);
- збірка народних казок «Зачарована підкова» (1959);
- «Чіпка» Панаса Мирного (1960);
- «Кобзар» («Садок вишневий коло хати», «Катерина», «Перебендя») Тараса Шевченка (1963);
- «Світ учить розуму» Степана Коваліва (1962);
- 5-ти томне зібрання творів Семена Скляренка (1965);
- «Vita nova» Данте Аліг'єрі (1965);
- «Витязь у тигровій шкурі» Шота Руставелі (1966);
- «Чотири оповідання про надію» Миколи Бажана (1967)[2];
- збірка оповідань «У лелечому селі» Євгена Гуцала (1969)[2];
- «Доробок» Миколи Бажана (1979);
- «Лірика» Олександра Пушкіна (1987).

Брав участь у республіканських, всесоюзних і зарубіжних мистецьких виставках з 1955 року, зокрема у 1965 році експонувався у Лейпцигу. Персональні виставки відбулися у Києві у 1974 та 1980 роках.
Крім згаданих музеїв, роботи художника зберігаються у Сумському та Лебединському художніх музеях, Музеї шістдесятництва, приватних зібраннях.

## Сучасні дослідження
У 2015 році у світ вийшла книга Лізи Герман та Ольги Балашової «Мистецтво українських шістдесятників», що характеризує особливості становлення художників-нонконформістів та ілюструє події української артсцени 1960-х років, зокрема й творчість самого Григорія Гавриленка. У 2010-х роках відбулося два виставкових проєкти, які ознайомили публіку з напрацюваннями художника:
- у 2016 році — експозиція у Національному художньому музеї України, де були частково представлені роботи художника;
- у 2019 році — виставка в аукціонному домі «ДУКАТ», повністю присвячена творам митця.